# Rue Camille-Berruyer
La rue Camille-Berruyer est une voie de Nantes, en France.

## Situation et accès
Située dans le centre-ville de Nantes, la rue Camille-Berruyer est bitumée et ouverte à la circulation automobile. Elle relie la place Newton à la place Delorme.

## Origine du nom
Elle rend hommage à Camille Berruyer (1830-1912), médecin municipal de la ville de Nantes, ainsi que médecin-major de la gendarmerie et des sapeurs-pompiers. Il sauva de nombreuses victimes lors de différents sinistres (incendies), et se distingua dans la lutte contre les épidémies dans la ville, celles du choléra entre autres,.

## Historique
La voie est anciennement dénommée « rue Newton », et prend son nom actuel à la suite d'une délibération du conseil municipal du 14 novembre 1922.

## Bâtiments remarquables et lieux de mémoire
- Au no 1 se trouve un immeuble de la fin du XVIIIe siècle construit sur les plans de l'architecte nantais Mathurin Crucy.